# Técnico de farmácia
O técnico de farmácia é um profissional da farmácia.

## Brasil
No Brasil, a profissão foi criada em 1970 por causa de uma necessidade observada no setor não ter pessoas suficientes para o exercício da profissão com segurança para o consumidor ao ir comprar suas medicações nos estabelecimentos farmacêuticos. O curso se chamava de técnico em laboratório de farmácia até o ano de 2010, quando o Ministério da Educação resolveu trocar sua nomenclatura para técnico de farmácia.
A profissão de técnico de farmácia é uma profissão cuja existência legal é regulada pela lei federal de dispensação de medicamentos nº 5.991/1973. Em 2013 a presidente Dilma Roussef vetou qualquer alteração desta regulamentação.
Este profissional não possui registro no conselho de classe dos farmacêuticos por causa da Lei Federal 3.820/1960 que criou a figura do farmacêutico de nível superior, mais com o respaldo da Lei Federal de Dispensação de Medicamentos n° 5.991/1973 o profissional de nível técnico pode atuar no mercado nacional brasileiro.

### Formação
O curso de técnico de farmácia varia de um ano e meio a dois anos de duração. O referido curso está presente no calendário nacional dos cursos técnicos, editado anualmente pelo Ministério da Educação e colocado no sistema do sistec do governo federal, o registro e reconhecimento fica a cargo da Secretária de Educação do estado da instituição de ensino, após esse registro e reconhecimento pela Secretária de Educação o diploma passa a ter validade nacional ou seja vale em todo o país.

### Códigos na Classificação Brasileira de Ocupações
- Atendente em farmácia : n° 5211-30
- Auxiliar de farmácia : n° 5152-10
- Técnico de farmácia : n° 3251-05

Esse código foi criado pelo Ministério do Trabalho e Emprego para classificar todas as profissões existentes no mercado de trabalho brasileiro afim de facilitar para a aposentadoria e para elas terem reconhecimento.

## Portugal
A profissão de técnico de farmácia em Portugal é uma profissão regulada. Os técnicos de farmácia são profissionais de saúde habilitados com uma formação de nível superior (licenciatura) integrada no ensino superior politécnico, sendo a licenciatura ministrada em várias escolas superiores distribuídas pelo país e que pertencem ao Sector Público (6 Escolas) e Sector Privado (5 Escolas), ou ao abrigo do artigo 4º nº 2 e 3 do Decreto-Lei 320/99 são igualmente técnicos de farmácia os antigos titulares de carteira profissional de ajudante técnico de farmácia.
A sua formação de licenciatura compreende quatro anos e abrange uma vasta área de disciplinas desde a anatomia, fisiologia, Químicas em geral, histologia, estatística, farmacologia, farmacoterapia, tecnologia asséptica, tecnologia farmacêutica e galênica assim como a farmacoquímica, toxicologia e gestão entre outras.
Desde Setembro de 2005 os técnicos de farmácia em Portugal podem ser responsáveis técnicos por postos de venda de medicamentos não sujeitos a receita médica.

### Legislação
- Decreto Lei 261/93 de 24 de Julho
- Decreto Lei 320/99 de 11 de Agosto
- Decreto Lei 564/99 de 21 de Dezembro
- Decreto Lei 134/2005
- Portaria 827/2005
- Decreto Lei 176/2006
- Decreto Lei 307/2007